# Парламентські вибори в Хорватії 2003
Парламентські вибори в Хорватії 2003 відбулися 23 листопада 2003 року і принесли перемогу партії Хорватська демократична співдружність.

## Загальна інформація
Було утворено 10 виборчих округів з урахуванням територіального розміщення та кількості населення. У кожному окрузі обиралося за пропорційною виборчою системою 14 кандидатів. Виборчий поріг становив 5 %. Крім того, 8 кандидатів обиралися представниками національних меншин. Громадяни, які проживали за межами Хорватії голосували в окремому виборчому окрузі. Кількість представників, обраних від даного округу визначалась після виборів за співвідношенням кількості виборців, які голосували в Хорватії і за її межами, так що б кількість голосів відповідала кількості представників. Для порівняння, кількість місць діаспори в Саборі 2000—2003 року дорівнювала шести.
Всього: 140 загальних місць + 8 місць для національних меншин + 4 місця для діаспори .
Розподіл меншість місць:
- Серби : 3;
- Угорці : 1;
- Італійці : 1;
- Чехи і словаки : 1;
- Австрійці, болгари, німці, поляки, цигани, румуни, русини, росіяни, турки, українці, волохи і євреї : 1;
- Албанці, боснійці, чорногорці, македонці, словенці : 1.

Остаточні результати виборів 23 листопада 2003 до парламенту Хорватії (Hrvatski sabor)
| Партії і коаліції                                                               | Партії і коаліції                                                                    | Голоси    | %    | Місця | %      | зміна | +/–    |
| ------------------------------------------------------------------------------- | ------------------------------------------------------------------------------------ | --------- | ---- | ----- | ------ | ----- | ------ |
| Хорватська демократична співдружність (Hrvatska demokratska zajednica)          | Хорватська демократична співдружність (Hrvatska demokratska zajednica)               | 840 692   | 33,9 | 66    | 43,71  | ▲     | +13,25 |
| Коаліція:                                                                       | Соціал-демократична партія (Socijaldemokratska partija Hrvatske)                     | 560 593   | 22,6 | 34    | 22,52  | ▼     | -5,96  |
| Коаліція:                                                                       | Демократична асамблея Істрії (Istarski demokratski sabor/Dieta democratica Istriana) | 560 593   | 22,6 | 4     | 2,65   | ▬     | 0      |
| Коаліція:                                                                       | Партія ліберальних демократів (Libra — Stranka liberalnih demokrata)                 | 560 593   | 22,6 | 3     | 1,99   |       |        |
| Коаліція:                                                                       | Ліберальна партія (Liberalna stranka)                                                | 560 593   | 22,6 | 2     | 1,32   | ▬     | 0      |
| Коаліція:                                                                       | Хорватська народна партія (Hrvatska narodna stranka)                                 | 198 781   | 8,0  | 10    | 6,62   | ▲     | +5,30  |
| Коаліція:                                                                       | Приморсько-Ґоранський альянс (Primorsko-goranski savez)                              | 198 781   | 8,0  | 1     | 0,66   | ▼     | -0,66  |
| Коаліція:                                                                       | Славонсько-Баранська хорватська партія (Slavonsko-baranjska hrvatska stranka)        | 198 781   | 8,0  | -     | 0,00   | ▼     | -0,66  |
| Хорватська селянська партія (Hrvatska seljačka stranka)                         | Хорватська селянська партія (Hrvatska seljačka stranka)                              | 177 359   | 7,2  | 10    | 6,62   | ▼     | -4,64  |
| Коаліція:                                                                       | Хорватська партія права (Hrvatska stranka prava)                                     | 157 987   | 6,4  | 8     | 5,30   | ▲     | +2,65  |
| Коаліція:                                                                       | Демократична партія Загір'я (Zagorska demokratska stranka)                           | 157 987   | 6,4  | -     | 0,00   |       |        |
| Коаліція:                                                                       | Меджимурська партія (Međimurska stranka)                                             | 157 987   | 6,4  | -     | 0,00   |       |        |
| Коаліція:                                                                       | Хорватська соціал-ліберальна партія (Hrvatska socijalno liberalna stranka)           | 100 335   | 4,0  | 2     | 1,32   | ▼     | -15,24 |
| Коаліція:                                                                       | Демократичний центр (Demokratski centar)                                             | 100 335   | 4,0  | 1     | 0,66   |       |        |
| Хорватська партія пенсіонерів (Hrvatska stranka umirovljenika)                  | Хорватська партія пенсіонерів (Hrvatska stranka umirovljenika)                       | 98 537    | 4,0  | 3     | 1,99   |       |        |
| Самостійна демократична сербська партія (Samostalna demokratska srpska stranka) | Самостійна демократична сербська партія (Samostalna demokratska srpska stranka)      | -         | -    | 3     | 1,99   |       |        |
| Коаліція:                                                                       | Хорватська демократична селянська партія (Hrvatska demokratska seljačka stranka)     | 24 872    | 1,0  | 1     | 0,66   |       |        |
| Коаліція:                                                                       | Хорватський демократичний центр (Hrvatski demokratski centar)                        | 24 872    | 1,0  | -     | 0,00   |       |        |
| Коаліція:                                                                       | Демократична пригорсько-загребська партія (Demokratska prigorsko-zagrebačka stranka) | 24 872    | 1,0  | -     | 0,00   |       |        |
| Демократичний союз угорців Хорватії (Demokratska zajednica Mađara Hrvatske)     | Демократичний союз угорців Хорватії (Demokratska zajednica Mađara Hrvatske)          | -         | -    | 1     | 0,66   |       |        |
| Німецький народний союз (Njemačka narodnosna zajednica)                         | Німецький народний союз (Njemačka narodnosna zajednica)                              | -         | -    | 1     | 0,66   |       |        |
| Партія демократичної дії Хорватії (Stranka demokratske akcije Hrvatske)         | Партія демократичної дії Хорватії (Stranka demokratske akcije Hrvatske)              | -         | -    | 1     | 0,66   |       |        |
| Безпартійні                                                                     | Безпартійні                                                                          |           |      | 4     | 2,65   |       |        |
| Всього (явка 61.7 %)                                                            | Всього (явка 61.7 %)                                                                 | 2,478,967 |      | 151   | 100.00 |       |        |
| Недійсних бюлетенів                                                             | Недійсних бюлетенів                                                                  | 41 041    |      |       |        |       |        |
| Проголосували                                                                   | Проголосували                                                                        | 2 520 008 |      |       |        |       |        |
| Зареєстровані виборці                                                           | Зареєстровані виборці                                                                | 4 087 553 |      |       |        |       |        |
| Джерело: Izbori.hr [Архівовано 16 липня 2011 у Wayback Machine.] і IFES.        |                                                                                      |           |      |       |        |       |        |